# یان ماتسیس
یان ماتسیس (هلندی: Jan Matsys; ۱ ژانویهٔ ۱۵۰۹ – ۸ اکتبر ۱۵۷۵) نقاش فلاندری دورهٔ رنسانس بود که در نقاشی تاریخی و نقاشی صحنه‌های روزمره و منظره‌نگاری چیره‌دست بود. او همچنین به خاطر نقاشی‌های برهنه‌اش از زنان شهرت دارد که جذابیت جنسی‌شان یادآور مکتب فونتن‌بلو است. از آثارش فلورا را می‌توان نام برد.